# Котовник кокандский
Котовник кокандский (лат. Nepeta kokanica) — вид многолетних травянистых растений рода Котовник (Nepeta) семейства Яснотковые (Lamiaceae).

## Ботаническое описание
Стебли многочисленные, 5—40 см высотой, восходящие или прямые, сильно ветвящиеся, покрыты длинными белыми волосками.
Листья светло-зелёные, 1,5—2,5 см длиной и 1—2,2 см шириной, яйцевидные, с зубчатым краем, с обеих сторон покрытые прижатыми волосками.
Цветки в ложных мутовках, образующие яйцевидное соцветие 2—2,5 см длиной. Прицветники ланцетовидные, чашечка 9—11 мм длиной, двугубая, негусто волосистая, венчик 20—27 см длиной, ярко-синего цвета.
Плод — продолговатый бурый орешек 2,5 мм длиной и 1 мм шириной.
Цветёт в июле—августе, плодоносит в августе.

## Классификация

### Таксономия
Вид Котовник кокандский входит в род Котовник (Nepeta) семейства Яснотковые (Lamiaceae) порядка Ясноткоцветные (Lamiales).
|  |                                      |  |                                                             |                                                             |                      |  | ещё 21 семейство (согласно Системе APG II) | ещё 21 семейство (согласно Системе APG II) |                           |  |  |  | ещё 81 род          | ещё 81 род              |  |  |
|  |                                      |  |                                                             |                                                             |                      |  | ещё 21 семейство (согласно Системе APG II) | ещё 21 семейство (согласно Системе APG II) |                           |  |  |  | ещё 81 род          | ещё 81 род              |  |  |
|  |                                      |  |                                                             | порядок Ясноткоцветные                                      |                      |  |                                            |                                            | подсемейство Котовниковые |  |  |  |                     | вид Котовник кокандский |  |  |
|  |                                      |  |                                                             | порядок Ясноткоцветные                                      |                      |  |                                            |                                            | подсемейство Котовниковые |  |  |  |                     | вид Котовник кокандский |  |  |
|  | отдел Цветковые, или Покрытосеменные |  |                                                             |                                                             | семейство Яснотковые |  |                                            |                                            | род Котовник              |  |  |  |                     |                         |  |  |
|  | отдел Цветковые, или Покрытосеменные |  |                                                             |                                                             |                      |  |                                            |                                            |                           |  |  |  |                     |                         |  |  |
|  |                                      |  | ещё 44 порядка цветковых растений (согласно Системе APG II) | ещё 44 порядка цветковых растений (согласно Системе APG II) |                      |  |                                            | ещё 7 подсемейств                          | ещё 7 подсемейств         |  |  |  | ещё около 250 видов |                         |  |  |
|  |                                      |  |                                                             | ещё 44 порядка цветковых растений (согласно Системе APG II) |                      |  |                                            |                                            | ещё 7 подсемейств         |  |  |  |                     |                         |  |  |